# Ál Chalífa

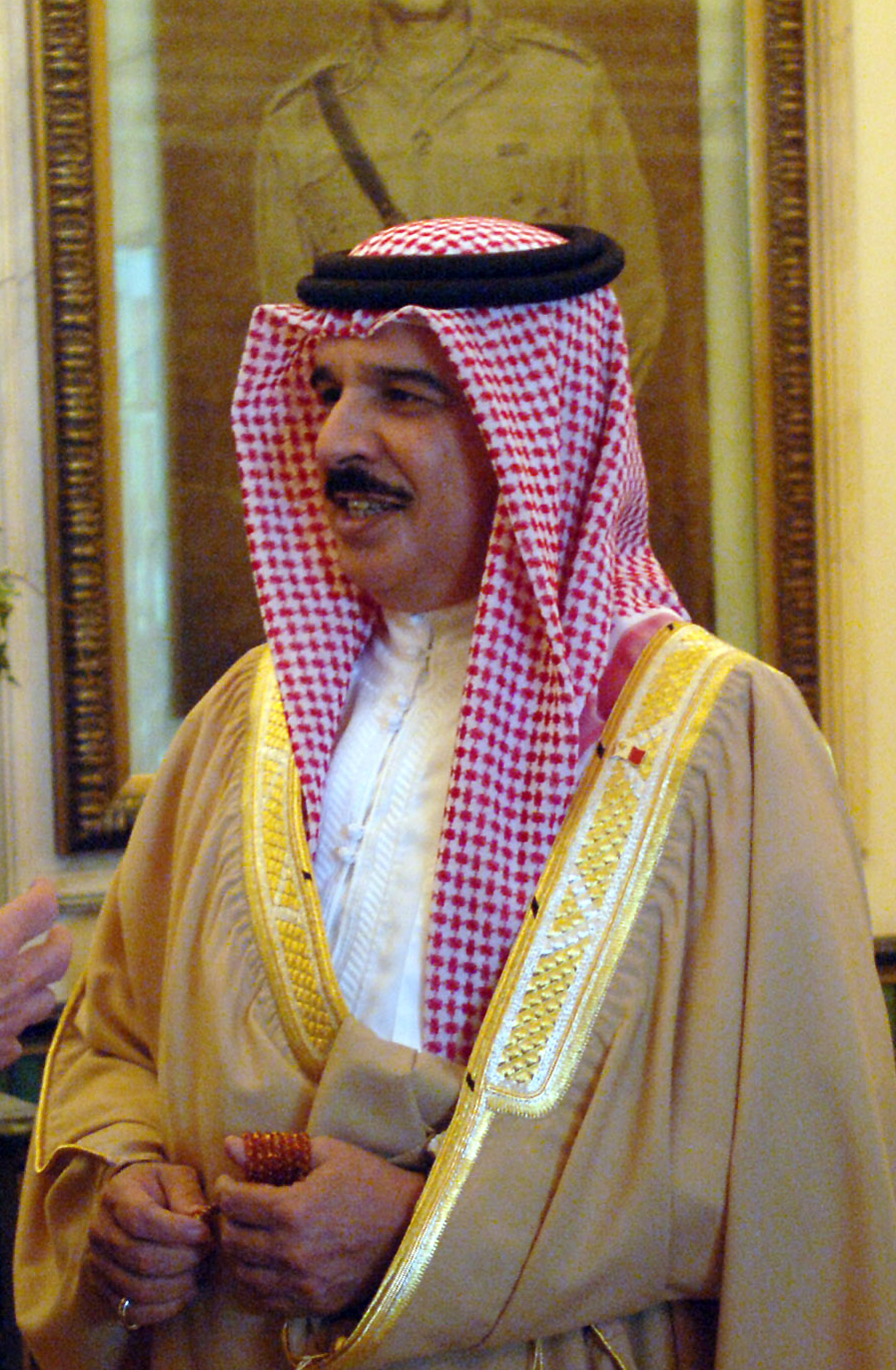
Současný bahrajnský král - Hamad ibn Isa Al Chalífa.

Ál Chalífa (arabsky: آل خليفة‎) je vládnoucí bahrajnská dynastie. Do roku 2002 vládli členové dynastie jako bahrajnští emírové a šejkové a od roku 2002 jako králové Bahrajnu. Rod Ál Chalífa migroval z Nadždu do Kuvajtu v 18. století, potom přišel přes Katar do Bahrajnu. Současnou hlavu rodu je od roku 1999 Hamad bin Ísá Ál Chalífa, který se v roce 1999 stal emírem a roku 2002 se prohlásil králem Bahrajnu.

## Šejkové a emírové Bahrajnu
- Ahmad bin Muhammad Ál Chalífa: ? - 1795 (šejk 1783–1795)
- Abdalláh bin Ahmad Ál Chalífa: ? - 1843 (šejk 1820–1843)
- Salmán bin Ahmad Ál Chalífa: ? - 1825 (šejk 1820–1825)
- Chalífa bin Salmán Ál Chalífa: ? - 1834 (šejk 1825–1834)
- Muhammad bin Chalífa Ál Chalífa: ? - 1869 (šejk 1834–1842, 1843–1868)
- Alí bin Chalífa Ál Chalífa: ? - 1869 (šejk 1868–1869)
- Muhammad bin Chalífa Ál Chalífa: ? - 1897 (šejk 1869–1869) - druhé období vlády
- Muhammad bin Abdalláh Ál Chalífa: 1813–1890 (šejk 1869)
- Ísá bin Alí Ál Chalífa: 1848–1932 (šejk 1869–1932)
- Hamad ibn Isa Al Chalífa: 1872–1942) (šejk 1932–1942)
- Salmán II. bin Hamad Ál Chalífa: 1895–1961 (šejk 1942–1961)
- Isa bin Salmán Ál Chalífa: 1933–1999 (šejk 1961–1971, emír 1971–1999)
- Hamad bin Ísá Ál Chalífa: 1950 (emír 1999–2002, král od 2002)

## Králové Bahrajnu
- Hamad bin Ísá Ál Chalífa: 1950 (emír 1999–2002, král od 2002)